# 동로중학교
동로중학교(東魯中學校)는 대한민국 경상북도 문경시 동로면 적성리에 있는 공립 중학교이다.

## 학교 연혁
- 1956년 3월 10일 : 산북중학교로 병합
- 1963년 12월 31일 : 고등공민학교 인가
- 1971년 3월 1일 : 초대 김종락 교장 취임
- 1995년 6월 17일 : 동로중학교 3급 인가
- 1999년 9월 1일 : 동로초등학교와 통합
- 2023년 9월 1일 : 제30대 성은순 교장 취임
- 2024년 2월 7일 : 제51회 졸업식(졸업생 10명, 졸업생 수 3,090명)
- 2024년 3월 4일 : 입학식(남 2명, 여 3명)

## 참고 자료
- 동로중학교 - 한국교육학술정보원 학교알리미